# 솔 앨린스키
솔 데이비드 앨린스키(영어: Saul David Alinsky, 1909년 1월 30일 ~ 1972년 6월 12일)은 미국의 공동체 활동가이자 정치 이론가이다. 앨린스키는 현대적인 지역사회 조직화(community organizing)의 창시자로 알려져 있다. 앨린스키의 대표 저작은 '급진주의자를 위한 규칙'(Rules for Radicals)이다.
거의 40년간 활동하면서 앨린스키는 비판과 찬사를 동시에 받았다. 앨린스키의 조직 기술은 북미 지역의 가난한 지역사회의 생활 조건을 개선하는데 초점이 맞춰져 있었다. 1950년대 들어 앨린스키는 흑인들이 많이 사는 게토의 삶을 개선하는데 관심을 갖기 시작했다. 시카고에서 시작해 캘리포니아, 미시건, 뉴욕 등 10여개 지역에 있는 소위 '문제 지역'이 대상이었다.
앨린스키의 아이디어는 1960년대 일부 미국의 대학생들과 젊은 반문화(대항문화) 들에게 받아들여졌다. 이들은 알린스키의 전략을 차용해 캠퍼스와 다른 곳에서의 조직 활동에 활용했다. 타임지에서는 '미국의 민주주의는 앨린스키의 아이디어에 의해 달라지고 있다"고 쓴 바 있으며, 보수 성향의 작가 윌리엄 버클리는 앨린스키에 대해 "조직의 천재에 매우 가까워지고 있다"고 평했다.

## 생애

### 어린 시절
앨린스키는 1909년 일리노이주 시카고 시에서 러시아 출신 유대계 부모인 벤저민, 새라 앨린스키 슬하에서 태어났다. 앨린스키의 묘사에 따르면 그의 부모는 '신 사회주의자 운동'에 관여한 적이 없으며, '철저한 정통파 신자'였다고 한다.
가정 교육은 철저했으며, 시카고에서 자라는 동안 반유대주의에 물든 적이 있는지 질문을 받아야만 했다. 12살까지 앨린스키는 스스로 철저한 유대교인으로 생각했다. 하지만 이후 부모가 자신을 유대교 랍비로 만들려는 것은 아닌지 걱정했다고 한다. (12살 무렵) 그는 갑자기 급격한 금단 증상을 느꼈으며, 유대인으로서의 생활 습관을 버리게 됐다. 이후에도 앨린스키는 여전히 자신을 유대인으로 여기긴 했지만, 동시에 불가지론자가 됐다.

### 교육과 초기 활동
이후 시카고 대학교에 입학해 고고학을 전공했다. 고고학에 매료된 앨린스키는 고고학자가 되려 했지만, 때마침 닥친 대공황 때문에 계획을 바꿀 수밖에 없었다. 대학원에서 범죄학을 공부한 뒤 그는 일리노이주 정부에서 범죄학자로 일했다. 동시에 그는 산업별 노동조합 회의(Congress of Industrial Organiztions)에서 조직가로도 일했다.
1939년 즈음부터 그는 노동조합 운동보다는 일반적인 지역사회 조직운동에 더욱 관심을 갖게 됐다. 그 출발점은 시카고의 공업 주거 지역인 백오브더야즈(Back of the Yards)와 사우스 사이트(South Side)였다. 흩어져 있고 들리지 않던 불만의 목소리를 단결된 시위로 만들어낸 앨린스키의 노력은 일리노이 주지사였던 애들레이 스티븐슨(Adlai Stevenson)을 감탄시키기도 했다.
빈민가에서의 성공을 바탕으로 앨린스키는 이후 10년간 전국에 걸쳐 조직화 사업을 이어간다. 1950년 무렵부터 그는 시카고의 흑인 게토지역에 관심을 갖기 시작한다. 앨린스키의 활동은 시카고 시장이었던 리처드 데일리(Richard Daley)의 분노를 샀지만, 데일리 역시 "앨린스키도 나처럼 시카고를 사랑한다"고 인정한 바 있다.
또한 앨린스키는 샌프란시스코 베이 에어리어의 장로교 교회의 요청으로 오클랜드의 흑인 게토지역을 조직하는 일을 돕기도 했다.

## 저서
- 급진주의자의 기상 나팔, 시카고 대학 출판부, 1946년
- 존 루이스 : 비공식 전기, 뉴욕: 퍼트넘, 1949년
- 급진주의자를 위한 규칙 : 현실적 급진주의자를 위한 실천적 입문서, 뉴욕 : 랜덤하우스, 1971년
- 철학가와 선동가 : 자크 마리탱과 솔 앨린스키 서신집, 베르나르 되링 편집, 노트르담 대학 출판부, 1994년

## 영향
미국의 오바마 대통령과 힐러리 클린턴은 알린스키의 영향을 받았다.

## 같이 보기
- 조성주